# Völlenerfehn
Völlenerfehn ist ein Dorf in der Gemeinde Westoverledingen im Landkreis Leer mit ca. 3800 Einwohnern. Es wird innerhalb der Gemeinde zur Ortschaft Völlen gezählt. Begrenzt wird Völlenerfehn östlich von Völlenerkönigsfehn, westlich von Völlen sowie der Bahnlinie zwischen Leer und Papenburg, südlich von Papenburg und nördlich von Steenfelderfeld.
Völlenerfehn ist somit ein Ort in Ostfriesland, der direkt an der „Grenze“ zum Emsland liegt. Völlenerfehn ist trotz seines Namens und ebenso wie das deutlich jüngere Völlenerkönigsfehn keine klassische Fehnsiedlung. Der Ort wurde bereits 1518 im Protokollbuch des Amtes Leerort als „Vollingerfheen by der Papenborg“ erwähnt. Damit stammt der Name bereits aus der Zeit vor der Fehnbesiedlung, der Namensbestandteil -fehn deutet in diesem Fall einfach auf ein Moorgebiet hin.

## Geschichte
Völlenerfehn wurde von Siedlern gegründet, die u. a. aus Völlen kamen. Völlenerkönigsfehn entstand nach Völlenerfehn um 1830. Das Dorf bestand früher aus mehreren Ortsteilen: Vollinger Fehn, Fehntjer Gaste, Grode-Gatt und Haferbült.
Bereits um 1300 gab es die erste Erwähnung der alten Ortsteile. Die Verwaltung änderte sich nicht, bis es 1700 zu einer Zusammenlegung der Ortsteile zu Völlenerfehn kam. Um die Bildung der Bevölkerung zu erreichen, wurde 1787 die erste Schule errichtet; sie wurde bereits 1822 erneuert.
Auch die Eisenbahn erreichte den Ort. 1854 kam es zur Errichtung der Eisenbahntrasse (Emslandstrecke) zwischen Leer und Papenburg (Strecke Emden-Papenburg(Ems)); die Trasse wurde 1856 bis nach Rheine verlängert (Westbahn).

## Plätze und Gebäude
- Evangelisch-lutherische Kirche: Martin Luther Haus, zugehörig zur Kirchengemeinde Völlen
- Windmühle (bis 2010)
- Fußballplatz und Tennisanlage
- Grundschule mit Sporthalle
- Feuerwehrhaus (Stützpunktfeuerwehr)
- Dorfplatz

## Verkehr
Die Bundesstraße 70 zwischen Papenburg und Leer verläuft am Ort vorbei. Bevor die Umgehung in den 1960er Jahren gebaut wurde, verlief diese Hauptstrecke direkt durch den Ort. Diese Straße heißt Hauptstraße.

## Kuriositäten
Eine Besonderheit war die um 1813 gebaute Windmühle, bei der es sich um eine Erd- oder Wallholländerwindmühle handelte. Die Mühle war als Mahl-, Pelde- und Ölmühle konzessioniert. Aber im Jahr 1950 brachen die Flügel ab. Auf diese wurde 1954 durch den neuen Besitzer, Müller und Mühlenbauer B. A. Goldenstein (1912–96) unter Leitung von Mühlenbaumeister Wurps aus Riepe jedoch eine stillgelegte, achtkantige Wasserschöpfmühle aus dem Riepster Hammrich aufgesetzt, so dass es sich eigentlich um zwei übereinandergestapelte Mühlen handelte. Diese sogenannte Bastard-Mühle wurde im Dezember 2009 von der Familie Küppers verkauft und abgebaut. Stehengeblieben war lediglich der untere Teil der Mühle, welcher 2010/11 abgerissen wurde.

## Persönlichkeiten
- Gernot de Vries (1925–2012), evangelischer Pastor und niederdeutscher Autor
- Helmut Krumminga (* 1961), Gitarrist von BAP